# Haplostomella australiensis
Haplostomella australiensis – gatunek widłonoga z rodziny Botryllophilidae. Nazwa naukowa tego gatunku skorupiaków została opublikowana w 1970 roku przez brytyjskiego zoologa Roberta Viviana Gotto z Queen’s University Belfast w Irlandii Północnej. Miejsce typowe to Vaucluse Bay w obrębie Sydney Harbour w australijskim stanie Nowa Południowa Walia. Okazy typowe zostały odkryte w żachwach z gatunku Styela etheridgii.